# Macaroeris
Macaroeris is een geslacht van spinnen uit de familie springspinnen (Salticidae).

## Soorten
De volgende soorten zijn bij het geslacht ingedeeld:
- Macaroeris albosignata Schmidt & Krause, 1996
- Macaroeris asiatica Logunov & Rakov, 1998
- Macaroeris cata (Blackwall, 1867)
- Macaroeris desertensis Wunderlich, 1992
- Macaroeris diligens (Blackwall, 1867)
- Macaroeris flavicomis (Simon, 1884)
- Macaroeris litoralis Wunderlich, 1992
- Macaroeris moebi (Bösenberg, 1895)
- Macaroeris nidicolens (Walckenaer, 1802)